# Las Mesas, General Heliodoro Castillo
Las Mesas är en ort i Mexiko.   Den ligger i kommunen General Heliodoro Castillo och delstaten Guerrero, i den södra delen av landet, 190 km söder om huvudstaden Mexico City. Las Mesas ligger 1 067 meter över havet och antalet invånare är 162.
Terrängen runt Las Mesas är huvudsakligen kuperad, men norrut är den bergig. Runt Las Mesas är det ganska glesbefolkat, med 21 invånare per kvadratkilometer. Närmaste större samhälle är Tlacotepec, 13,6 km sydväst om Las Mesas. I omgivningarna runt Las Mesas växer huvudsakligen savannskog.